# Тіма Білоруських
Тіма Білоруських (біл. Ціма Беларускіх) (справжнє ім'я: Тимофій Андрійович Морозов (біл. Цімафей Андрэевіч Марозаў); нар. 1 жовтня 1998, Мінськ, Білорусь) — білоруський співак та реп-виконавець. Популярість почав набирати у 2018 році, після публікації треку «Мокрые кроссы», який посів 1 місце у «Популярному» соціальної мережі «ВКонтакті».

## Біографія
Тимофій народився 1 жовтня 1998 року. У родині зростав разом з братом. З раннього дитинства захоплювався музикою. Мріяв піти до музичної школи[джерело?], але батьки віддали його у спортивну - футбольну. З 6 до 12 років займався футболом. Але з часом припинив відвідувати заняття.
У школі навчався добре, брав участь у шкільних концертах і виставах, конкурсах та спортивних змаганнях. По закінченню 9-го класу забрав документи та поступив до Мінського економічного коледжу, який закінчив в 2018 року і вже активно працював над створенням власних треків.

## Кар'єра
Перші Тімині пісні написано 2017 року. Перший трек випущено у грудні 2017 року. Особливий успіх йому принесла пісня «Мокрые кроссы», яка попала в топ-5 Apple Music, а також топ-1 в розділі «Популярне», і на друге місце у чарті «Яндекс. Музики». А 20 жовтня в Мінську відбувся перший сольний концерт.
30 січня 2019 року відбувся реліз першого сольного альбому «Твой первый диск — моя кассета». За перші години релізу альбом прослухали понад 1.5 мільйон разів на платформі соціальної мережі «ВКонтакті».

## Соціальні мережі
Офіційна група виконавця «ВКонтакте» налічує 346 тисячі підписників, треки на SoundCloud прослухали 3 млн разів.

## Цікаві факти
- Справжнє ім'я — Тимофій Морозов (біл. Цімафей Марозаў)
- Домігшись популярності, репер не розгубився і почав активно співпрацювати з Rhymeslive. Тепер вони відповідають за організацію концертів Тіми Білоруських.

## Дискографія

### Альбоми
- 2019 — «Твой первый диск — моя кассета»
- 2020 - "Моя кассета - твой первый диск"

### Пісні
- 2017 — «RASSVET»
- 2017 — «Заново»
- 2017 — «Дождь»
- 2017 — «Взял и полетел»
- 2017 — «Девочка-песня»
- 2017 — «Привет давай перевернем»
- 2017 — «Мокрые кроссы»
- 2019 — «Аленка»
- 2019 — «Витаминка»
- 2019 — «Поезда»
- 2019 — «Я больше не напишу»
- 2018 — «Искры»
- 2020 - "Тает ещё"
- 2020 - "Тебе лучше не знать"